# Campinas
Campinas (IPA: kɐ̃ːˈpinɐs, amtlich portugiesisch Município de Campinas) ist eine Stadt im brasilianischen Bundesstaat São Paulo und liegt etwa 100 km nördlich der Stadt São Paulo. Auf einer Fläche von rund 795 km² lebten im Juli 2021 nach offizieller Schätzung 1.223.237 Einwohner, genannt Campineiros, – etwa 3,2 Millionen im Ballungsraum Metropolregion Campinas. Damit ist Campinas nach der Hauptstadt São Paulo und Guarulhos die in Bezug auf ihre Bevölkerung drittgrößte Gemeinde des Bundesstaats und die erste außerhalb der Metropolregion São Paulo.

## Geographie
Umliegende Gemeinden sind im Norden Jaguariúna, im Nordosten Pedreira, im Osten Morungaba, im Südosten Valinhos, im Süden Indaiatuba und Itupeva, im Südwesten Monte Mor, im Westen Sumaré und Hortolândia sowie im Nordwesten Paulínia.

## Geschichte
Die Stadt ist eine Gründung der Bandeirantes aus dem späten 18. Jahrhundert, wurde am 14. Dezember 1797 unter dem Namen Vila de São Carlos aus Jundiaí ausgegliedert und erhielt erst 1842 ihren heutigen Namen. Seit Mitte des 19. Jahrhunderts wuchs sie stetig mit dem Vordringen des Kaffeeanbaus und der Eisenbahn. An die Zeit der Industrialisierung erinnert die ringförmige Museumsstraßenbahn im Taquaral Park.
Seit 1908 ist Campinas Sitz eines römisch-katholischen Bistums, das 1958 zum Erzbistum Campinas erhoben wurde.
Die Stadt beherbergt zudem zahlreiche Industriebetriebe und universitäre Forschungseinrichtungen.

## Wirtschaft
Campinas ist ein wichtiges Industrie- und Handelszentrum mit vielfältigen Wirtschaftszweigen: Kaffee-, Zuckerrohr- und Baumwollanbau, verarbeitende Industrie (Textilien, Maschinenbau, Papier, Chemie, Elektronik) und Dienstleistungen.
Die Region um Campinas erwirtschaftet mit etwas mehr als 3 % der Einwohner des Landes 9 % des brasilianischen Bruttosozialprodukts. Das Pro-Kopf-Einkommen ist eines der höchsten in Lateinamerika (10.000 US$/Jahr).
Campinas wird auch als brasilianisches Silicon Valley bezeichnet. Es beherbergt Technologieunternehmen wie IBM, Motorola, Lucent, Nortel, Compaq, Celestica, Samsung, Alcatel, Bosch, 3M, Texas Instruments, Amyris Biotech, General Motors, Honda, Mercedes-Benz und viele andere. Dazu kommen Forschungs- und Entwicklungszentren wie das Zentrum für Forschung und Entwicklung und die Embrapa, Universitäten wie die Unicamp und die PUC-Campinas. Auch die pharmazeutische und petrochemische Industrie ist mit Firmen wie Merck, DuPont, Rhône-Poulenc und Royal Dutch Shell in der Region vertreten.
Nahe der Universität Unicamp befindet sich das Laboratório Nacional de Luz Síncrotron (LNLS), ein Forschungszentrum für Synchrotronstrahlung mit dem einzigen Teilchenbeschleuniger in Südamerika, in dem vor allem in der Biotechnologie und Nanotechnologie Spitzenforschung betrieben wird. Mit Embrapa verfügt Campinas zudem über eine in der Forschung und Entwicklung von tropischen Nutzpflanzen spezialisierte Einrichtung.
Die Stadt verdankt ihr schnelles Wachstum auch der Nähe zum internationalen Flughafen Viracopos und der Anbindung an die beiden wichtigsten Autobahnen des Staates Bandeirantes und Via Anhanguera.

## Verkehr
Campinas ist ein wichtiger Verkehrsknoten im Bundesstaat São Paulo. Die Stadt befindet sich am Autobahnkorridor, der die Hauptstadt mit dem wirtschaftlich wichtigen Norden und Nordwesten des Bundesstaates verbindet. Die Stadt verfügt über einen Verkehrsring („Anel Viário“) und ist an die folgenden wichtigen Autobahnen und Bundesstraßen angebunden:
- Rodovia Anhangüera
- Rodovia dos Bandeirantes
- Rodovia Santos Dumont
- Rodovia Dom Pedro I
- Rodovia Adhemar de Barros
- Rodovia General Milton Tavares de Souza
- Rodovia Jornalista Francisco Aguirre Proença

Diese Straßen befinden sich alle in sehr gutem Zustand.
Campinas war zwar in der Vergangenheit eine wichtige Eisenbahnachse, aber in der Gegenwart verkehren hier ausschließlich Güterzüge. Mit dem Projekt Trem Intercidades soll eine Regional-Express-Verbindung nach São Paulo entstehen.
Der internationale Flughafen Viracopos, 14 km südwestlich vom Stadtzentrum gelegen, war schon lange Zeit einer der wichtigsten Frachtflughäfen im Bundesstaat São Paulo, konnte aber nach der Gründung von Azul Linhas Aéreas auch beim Passagierverkehr an Bedeutung gewinnen.

## Politik
Bürgermeister ist für die Periode 2021–2024 Dário Saadi (Republicanos).

## Bevölkerungsentwicklung
| Jahr | Einwohner |
| ---- | --------- |
| 1920 | 115.602   |
| 1940 | 129.640   |
| 1950 | 152.547   |
| 1960 | 219.303   |
| 1970 | 375.864   |

| Jahr | Einwohner  |
| ---- | ---------- |
| 1980 | 664.566    |
| 1991 | 847.595    |
| 2000 | 969.396    |
| 2010 | 1.080.9990 |
| 2021 | 1.223.2370 |

Quelle: IBGE (2011)

## Sehenswürdigkeiten
- Kirchen zu Ehren von Maria Knotenlöserin in einer Straße: „Santuario Nossa Senhora Desatadora Dos Nos“ und „Capela Maria Porta do Céu“ (Nossa Senhora Desatadora dos Nós)[6]

## Sport
Aus Campinas stammen die Fußballvereine Guarani FC, Red Bull Brasil und Associação Atlética Ponte Preta, einer der ältesten Fußballvereine Brasiliens.

## Städtepartnerschaften
Partnerstädte von Campinas sind
| Stadt            | Land                               | seit |
| ---------------- | ---------------------------------- | ---- |
| Asunción         | Paraguay                           | 1973 |
| Auroville        | Tamil Nadu, Indien                 | 2004 |
| Belém            | Pará, Brasilien                    | 2003 |
| Blumenau         | Santa Catarina, Brasilien          | 1993 |
| Cabinda          | Angola                             | 2009 |
| Camanducaia      | Minas Gerais, Brasilien            | 2010 |
| Cascais          | Lisboa, Portugal                   | 2012 |
| Concepción       | Biobío, Chile                      | 1979 |
| Córdoba          | Argentinien                        | 1993 |
| Cotorro, Havanna | Kuba                               | 2009 |
| Daloa            | Sassandra-Marahoué, Elfenbeinküste | 1982 |
| Durban           | KwaZulu-Natal, Südafrika           | 2009 |
| Fuzhou           | Huadong, Volksrepublik China       | 1996 |
| Gifu             | Gifu, Japan                        | 1982 |
| Jericho          | Westjordanland, Palästina          | 2003 |
| Malito           | Kalabrien, Italien                 | 2006 |
| Novi Sad         | Vojvodina, Serbien                 | 1989 |
| Peruíbe          | São Paulo, Brasilien               | 2007 |
| Salinas          | Minas Gerais, Brasilien            |      |
| San Diego        | Kalifornien, Vereinigte Staaten    | 1995 |
| Ubatuba          | São Paulo, Brasilien               | 2007 |
| Viseu            | Centro, Portugal                   | 2010 |